# La Marraqueta

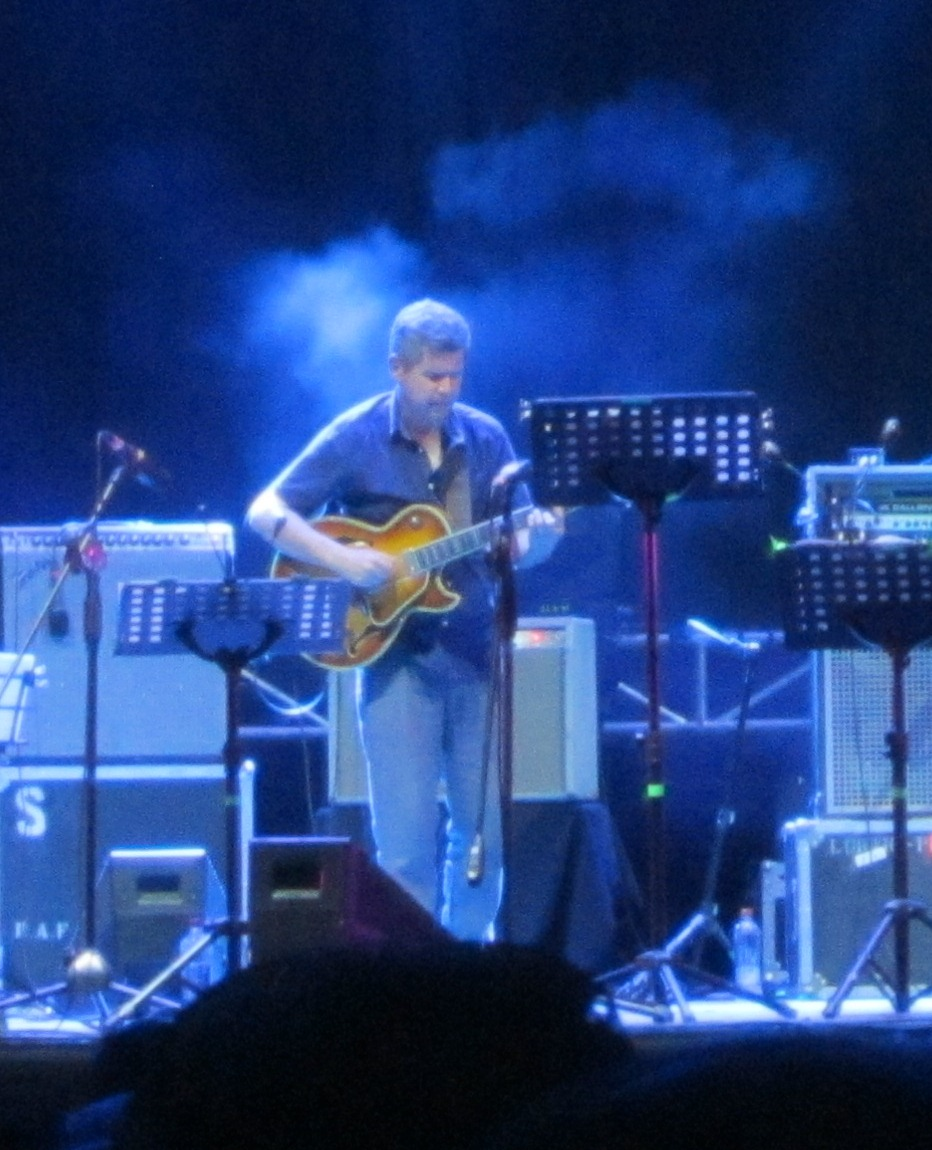
Mauricio Rodríguez

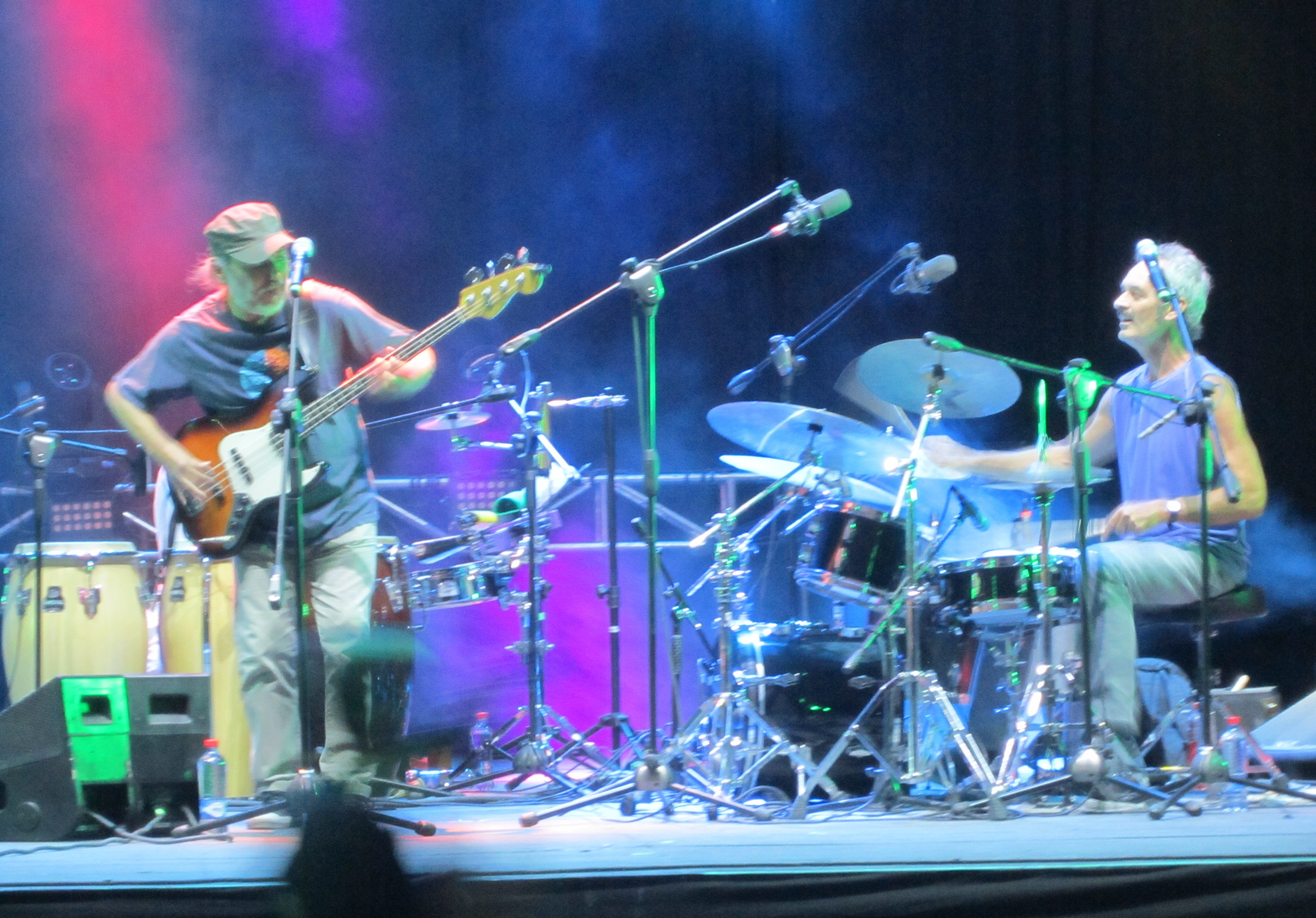
Pablo Lecaros y Pedro Green.

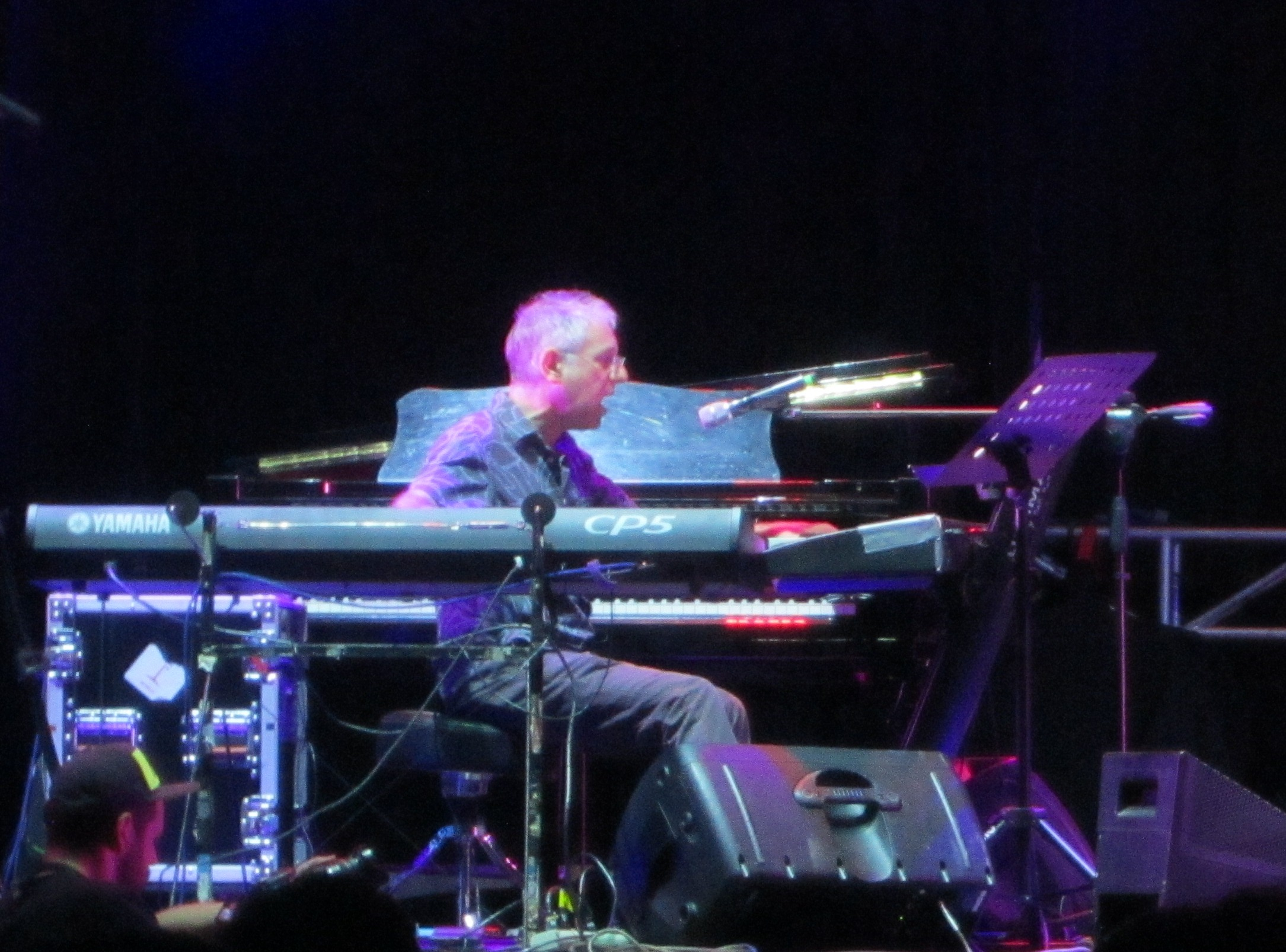
Andrés Pollack

La Marraqueta es una banda de jazz fusión chilena formado en Santiago, con una clara influencia de la música folclórica e incluso de la música mapuche. Lo que ellos han denominado «jazz fusión criolla».
Se inició en 1992 a partir de la extinción definitiva de Cometa, banda de jazz que tenía como integrantes a tres de los actuales miembros de esta banda: Andrés Pollak, Pablo Lecaros y Pedro Greene. A ellos se sumaron los guitarristas Jorge Díaz y Mauricio Rodríguez. Su existencia ha sido una de las más valiosas propuestas en la historia del jazz chileno, puesto que propone el encuentro entre la improvisación jazzística y la temática de la música de raíz folclórica.

## Historia
Mientras permanecían en el grupo Cometa, Pablo Lecaros y Pedro Greene habían trabajado con la cantante Isabel Parra en una de sus primeras giras nacionales, una vez levantada su prohibición de ingresar al país. Este evento fue determinante, toda vez que conectó a ambos jazzistas con la canción chilena de raíz. A partir de entonces, ambos solistas se sumergieron en un trabajo de investigación de estas dos ramas musicales que no evidenciaban mayor parentesco. 
La Marraqueta se inició como taller musical en 1992 y en 1994 ingresó en los programas del Club de Jazz con su portafolios de creaciones originales enmarcadas dentro de lo que se llamó fusión criolla. Pedro Greene venía de trabajar con el guitarrista Edgardo Riquelme en una intervención eléctrica de la canción Gracias a la vida de  Violeta Parra, mientras que Pablo Lecaros había dirigido el grupo Macondo, con el que grabó su Tonada para la pachamama. Esta melodía se iba a transformar pronto en una de las máximas piezas del nuevo conjunto fusión.
La Marraqueta grabó su debut (La Marraqueta, 1995) como trío, utilizando la misma estructura de una sección rítmica jazzística básica (piano-contrabajo-batería), aunque esta vez electrificada (teclados-bajo-percusiones). Esto marcó su puesta en escena y el perfil sonoro que la caracterizaría durante años. En consecuencia, La Marraqueta se enmarcó fuertemente en la música desarrollada por los modelos del jazz enchufado de Herbie Hancock, Chick Corea y sobre todo por el conjunto Weather Report. Desde ese punto de vista el paso que la banda dio para la grabación de su segundo álbum fue clave. 
En 1997 se incorporó Mauricio Rodríguez (líder de Almendra Trío, banda que también presentaba a Pablo Lecaros en el bajo), quien grabó las partes de guitarra de la nueva placa. Al poco tiempo fue reemplazado por Jorge Díaz, su hombre más estable en las seis cuerdas. La Marraqueta inició a partir de entonces una serie de extensas presentaciones en festivales en México, Argentina, Perú y Venezuela, y simultáneamente editaba Sayhueque 2000. Fue un trabajo que generó una intensa búsqueda musical y consolidó aquel definitivo mestizaje sonoro tan propio del conjunto. Se incorporaron elementos rescatados de la música de raíz, ritmos y sonoridades ancestrales del pueblo mapuche, tonadas campesinas y huaynos altiplánicos.
El tercer disco, La Marraqueta III 2005, que tuvo con un enorme trabajo de composición liderado por Pollak, trocó nuevamente a los guitarristas, salió Díaz y reingresó Rodríguez. Además tuvo la participación de la emergente voz de Paz Court y también recuperó una antigua pieza del grupo Cometa, precisamente la que le dio nombre al proyecto cuando aún era un taller experimental, El cometa. La Marraqueta inscribió de esta manera su nombre en las páginas más nuevas de la historia del jazz nacional.
Actualmente, gozan de un amplio reconocimiento del público nacional y una creciente participación en festivales y conciertos internacionales.
El cuarteto se define desde una base original e inédita, expresada en una fusión criolla que enfatiza elementos musicales investigados y rescatados por los mismos integrantes de la banda desde las raíces del folclore nacional. Desde allí buscan un sonido universal que, no obstante, también está influenciado en  melodías étnicas, afro-latinas, rock, jazz y música contemporánea europea.
En enero de 2017 participan del Festival Internacional Providencia Jazz, donde además anuncian el comienzo de la producción de un postergado cuarto disco. El álbum titulado "Astral" fue finalmente lanzado en mayo de 2022.

## Integrantes

### Actuales
- Andrés Pollak: (1992 - ) piano, teclados y voz
- Pablo Lecaros: (1992 - ) bajo eléctrico y voz
- Pedro Greene: (1992 - ) batería y percusión
- Mauricio Rodríguez (1997 - 1999 y 2005 - ) guitarra eléctrica

### Antiguos
- Jorge Díaz (2000 - 2004): Guitarra eléctrica

## Discografía
- 1994 - La Marraqueta (Autoedición)
- 1999 - Sayhueque (Fondart)
- 2005 - La Marraqueta III (Autoedición)
- 2022 - Astral